# Puerta de Graells
La Puerta de Graells o Puerta de Santa María es una de las puertas de acceso que había en la muralla que rodeaba la villa de Cardona.
De las cuatro construidas (Puerta de Graells, Puerta de Barcelona o Puerta de Nuestra Señora de la Piedad, Puerta de San Miguel o Puerta de Capdevila y Puerta de Flug o Puerta de Fortesa o de San Roque) la Puerta de Graells es la única que aún queda en pie.

## Historia
El vizconde de Cardona Ramón Folc VI comenzó una amplia reforma a las murallas del castillo y de la villa, construyéndose hacia la segunda mitad del siglo XIV y concluyendo de forma definitiva en 1420. Una vez concluida la villa, los accesos se hacían a través de cuatro puertas mayores situadas según los puntos cardinales.
Situada en el noreste, en la parte baja de la calle homónima (calle Graells) daba entrada a los caminos reales que llegaban desde Solsona, San Lorenzo de Morunys y Seo de Urgel por un lado y de Serrateix, Berga y Puigcerdá por la otra.
La puerta de Graells era la única de las cuatro puertas mayores que contaba con dos torres laterales tipo bestorre. De planta pentagonal, ambas torres eran andamios por sillares regulares y unidos con mortero de cal. Tiene una portada dovelada, ménsulas y matacanes.
La primera referencia escrita que tenemos de esta portada es de 1421 cuando los cónsules establecieron al aldeano Bernat Rialp a cambio de 5 florines de oro en la torre derecha de la puerta bajo la condición de que la cubriera con tejado y la habitara con el debido cuidado.
Su advocación se debe a la imagen de la Virgen que era venerada en la fachada de una de las casas vecinas. Adyacente a la puerta de Graells podemos encontrar el Palacio de Graells recientemente restaurado (actualmente acoge la sede del Archivo Municipal y de la Fundación Cardona Histórica) y donde se han encontrado unas pinturas murales góticas y la que podría ser la representación más antigua del bestiario catalán.
Fue restaurada en 1984 bajo las órdenes de Montserrat Adroer y Tasis (arquitecta de la Generalidad de Cataluña), descubriendo otra torre más pequeña en forma de U que se encontraba llena de tierra en el interior de la torre baja. La actuación en la torre alta permitió rehabilitar el espacio para poder ajustarlo al museo.